# 스튜어트 길라드
스튜어트 길라드(Stuart Gillard, 1950년 4월 28일 ~ )는 캐나다의 영화 감독, 각본가, 배우이다.

## 작품 목록
- 걸 Vs. 몬스터 (2012년)
- 아발론 하이 (2010년)
- 리버월드 (2010년)
- 위험한 게임: 데드 코드  (2008년)
- 사랑은 은반 위에 3 (2008년)
- 코벤트리의 전설 2 (2007년)
- 이니시에이션 오브 사라 (2006년)
- 코벤트리의 전설 (2005년)
- 프렌드 오브 더 패밀리 (2004년)
- 레슬링 소년 제이스 (2004, Going to the Mat)
- 퀸즈 슈프림 (2003년)
- 풀-코트 미라클 (2003년)
- 카트 레이서 (2003년)
- 스크림 팀 (2002년)
- 아름다운 탈출 (1998년)
- 로켓 맨 (1997년)
- 리버티 (1993년)
- 어메이징 뮤턴트 (1993년)
- 전쟁 투사 (1990년)
- 유쾌한 감방 (1985년)
- 이프 유 쿠드 씨 왓 아이 히어 (1982년)
- 파라다이스 (1982년)
- 부활의 날 (1980년)
- 넵툰 어드벤쳐 (1973년)

### 텔레비전
- 슈퍼 소년 앤드류 (1988) - 연출
- 에이번리로 가는 길 (1990-92) - 연출
- 제3의 눈 (1995-99) - 연출
- 폴터가이스트 - TV 시리즈 (1996, Poltergeist: The Legacy) - 연출
- Creature (1998) - 연출
- 원 트리 힐 (2006-08) - 연출
- 해칭 피트 (2009, Hatching Pete) - 제작
- 90210 (2009-13) - 제작, 연출
- 미녀와 야수 (2013-16) - 제작, 연출